# Martinho Oliveira
Pour les articles homonymes, voir Oliveira.
Martinho Oliveira, de son nom complet Martinho Andrade de Oliveira, est un footballeur portugais né le 9 avril 1898 à Lisbonne et mort à une date inconnue. Il évoluait au poste de défenseur.

## Biographie

### En club
Après un passage au Vitória Setúbal, Martinho Oliveira évolue au Sporting Portugal,.
Il dispute 75 matchs pour 2 buts marqués dans le championnat de Lisbonne,.

### En équipe nationale
International portugais, il reçoit six sélections en équipe du Portugal entre 1928 et 1930, pour aucun but marqué.
Son premier match est disputé le 1er avril 1928 en amical contre l'Argentine (match nul 0-0 à Lisbonne).
Son dernier match a lieu le 23 février 1930 contre la France en amical (victoire 2-0 à Porto).

## Palmarès
Avec le Sporting CP :
- Champion de Lisbonne en 1928 et 1931